# Distretto di Marcapata
Il distretto di Marcapata è uno dei dodici distretti della  provincia di Quispicanchi, in Perù. Si trova nella regione di Cusco.